# Allan Gilliver
Allan Gilliver (Rotherham, 3 agosto 1944) è un ex calciatore inglese, di ruolo attaccante.

## Carriera
Formatosi nelle giovanili del Huddersfield Town, entrò a far parte della prima squadra a partire dal 1962. Con Terriers gioca quattro stagioni nella serie cadetta inglese prima di trasferirsi al Blackburn nel 1966, sempre nella serie cadetta. 
Con i Rovers restò sino al 1968, quando nella stagione 1968-1969 scese di categoria per giocare nel Rotherham Utd. 
Dopo altre due stagioni in terza serie con il Brighton, nella stagione 1971-1972 scende in quarta serie per giocare con il Lincoln City. Nel 1972 passa al Bradford City, sempre in Fourth Division. Nella Fourth Division 1974-1975 è invece in forza al Stockport County.
Nell'estate 1975 viene ingaggiato dagli statunitensi dei Baltimore Comets, franchigia della North American Soccer League. Nella stagione 1975 con la squadra del Maryland non riuscì a superare la fase a gironi del torneo nordamericano.
Terminata l'esperienza americana tornò in patria per giocare con i dilettanti del Boston Utd e del Gainsborough Trinity. Chiuse la carriera agonistica tornando al Bradford City nella Fourth Division 1978-1979.
Nel 2013 gli viene diagnostica la demenza vascolare, forse provocata dai colpi di testa ai duri palloni utilizzati negli anni '60 e anni '70. Con la moglie Chris partecipa al programma "Dementia & Us" della BBC, ideato per sensibilizzare il grande pubblico su questa sintome. Nel marzo 2022 le vecchie glorie del Bradford City hanno organizzato una partita per raccogliere fondi per sostenere Gilliver.